# 滿楚克札布
滿楚克札布（1915年—1967年），蒙古族，新疆和靜縣人，第十二代舊土爾扈特卓哩克圖汗。人称“满汗王”。

## 生平
舊土爾扈特卓哩克圖汗布彦蒙库之子，生于1915年。1917年，布彦蒙库在北京逝世，满楚克札布承袭汗位，但因其年幼，由母亲包尔吉布吉特福晋署理印务。1922年，包尔吉布吉特逝世。1923年，北京政府国务院任命满楚克扎布的叔叔、五世生钦活佛多布栋策楞车敏（人称“多活佛”）摄理汗政，暂时护理土尔扈特南部落盟长印。1930年，满楚克扎布娶内蒙古卓索图盟喀喇沁旗世袭喀喇沁扎萨克杜棱郡王兼卓索图盟盟长、原北京政府蒙藏院总裁贡桑诺尔布之女乌静彬为福晋，名义上出掌盟政，但直至1932年4月多布栋策愣车敏遭到金树仁枪决后，他方才实际掌握了盟政。
1937年，他又娶同族的原代理盟长西里克第三女西谋珍。不久，他欲到苏联学习，却恰逢盛世才制造“阴谋暴动案”，在新疆进行大逮捕，他也在1937年10月11日盛世才欢送陈立夫的宴会之后被盛世才逮捕，秘密关押。盛世才还将其子恭本德吉特推上汗位。1944年，盛世才倒台。1944年10月，滿楚克札布获释。此后，他因精神失常，先后在和静县、兰州、塔尔寺、南京等地治疗，但无效果。1947年7月9日，南京国民政府恢复了其汗位及盟长职务，任命满楚克札布为旧土尔扈特南路乌纳恩素珠克图盟盟长，乌静彬为副盟长并主持行政事务。1947年10月26日，由其儿子恭本德吉特承袭汗位并兼任盟长。后来，他被送到巴仑台黄庙长期休养。1967年逝世。

## 家庭
- 嫡福晋：乌静彬
- 侧福晋：西谋珍
- 子：恭本德吉特（汉名“满光强”）。1931年生。
- 女：苏布萨，汉名“满琳”。1938年（一说1936年）出生。生母乌静彬。1953年初中毕业后，写信给中共新疆分局第一书记王恩茂写信“我想去北京读书，可我没钱”，被保送到北京西单石虎胡同王府大院的中央民族学院附中高中部学习，实行供给制，衣食住行文具书本全是国家供给，每月还有津贴，女生还有卫生费。[3]高三时由同班的青卓力克（女，后成为航天部运载火箭技术研究院航天动力研究所火箭发动机设计研制专家，教授级高级工程师）介绍加入中国共产主义青年团。[3]1956年入北京地质学院读本科。1961年五年制大学本科毕业后主动要求分配到新疆矿业学院任教。1963年和高中同学阿木古郎结婚。1978年（一说1980年）解放军特招，满琳因专业对口参军，在北京空军指挥学院任教。丈夫调到北京空军总病院骨科医生。1985年加入中国共产党。1988年被授予上校军衔、评为副教授，研究模糊逻辑在空军作战指挥决策过程中的应用，为《灰色的军事领域》一书的共同作者。[4]1992年未到龄提前申请退役，开始从事土尔扈特蒙古历史研究。结合自身经历的口述史《土尔扈特女儿》2004年6月由农村读物出版社出版，前两章讲述土尔扈特人形成、发展及东归的历史，后半部分为家族回忆录。后赴澳大利亚和女儿、孙辈团聚定居，但仍常前往新疆和蒙古国访问。[5]